# Saint-Michel-de-Montaigne
Saint-Michel-de-Montaigne är en kommun i departementet Dordogne i regionen Nouvelle-Aquitaine i sydvästra Frankrike. Kommunen ligger i kantonen Vélines som tillhör arrondissementet Bergerac. År 2022 hade Saint-Michel-de-Montaigne 323 invånare.

## Befolkningsutveckling
Antalet invånare i kommunen Saint-Michel-de-Montaigne
Referens:INSEE